# Емит (окръг, Мичиган)
Окръг Емит (на английски: Emmet County) е окръг в щата Мичиган, Съединени американски щати. Площта му е 2284 km², а населението - 31 437 души (2000). Административен център е град Петоски.